# Hugo Gräf

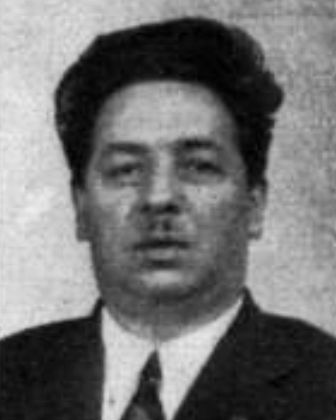
Hugo Gräf (um 1930)

Hugo Gräf (* 10. Oktober 1892 in Rehestädt; † 23. Oktober 1958 in Gotha) war ein deutscher kommunistischer Politiker.

## Leben
Gräf wurde als Sohn eines Maurers und einer Dienstmagd bzw. Landarbeiterin geboren. Bereits ab 1902 musste er als Knecht bei einem Bauern arbeiten. Gräf besuchte die Volksschule und absolvierte eine Ausbildung zum Schlosser. Er arbeitete anschließend in diesem Beruf und ging auf Wanderschaft. 1907 trat er dem Deutschen Metallarbeiter-Verband, 1910 der Sozialdemokratischen Partei Deutschlands (SPD) bei. Zwischen 1912 und 1916 musste er Militär- bzw. Kriegsdienst leisten. Er wurde im Ersten Weltkrieg an der Westfront schwer verwundet und verlor sein linkes Bein. 1916/17 war er zwangsverpflichtet in der Gewehrfabrik Erfurt. 1917 gehörte Gräf zu den Mitbegründern des Reichsbundes der Kriegsbeschädigten in Thüringen. Gräf schloss sich 1917 in Erfurt der Unabhängigen Sozialdemokratischen Partei Deutschlands an, war dort 1918 an der Organisierung der Januarstreiks führend beteiligt und schloss sich 1918 dem Spartakusbund an und gehörte 1919 zu den Mitbegründern der Kommunistischen Partei Deutschlands (KPD) und des Bundes der Kriegsopfer in Erfurt.
Im Juni 1920 wurde Gräf aus der KPD ausgeschlossen, weil er sich geweigert hatte, für den Reichstag zu kandidieren. 1923 wurde er jedoch rehabilitiert und wieder in die Partei aufgenommen. Ab 1920 war er zunächst in Thüringen, dann in Hamburg hauptamtlich für den Internationalen Bund der Kriegsbeschädigten und Körperbehinderten, den späteren Internationalen Bund der Opfer des Krieges und der Arbeit tätig. Im April 1927 wurde er an der Stelle des aus der KPD ausgeschlossenen Karl Tiedt Vorsitzender dieses Verbandes, den er bis zu dessen Verbot 1933 führte. 1928 wurde Gräf in den Reichstag gewählt, dem er bis 1933 angehörte. 1921 gehörte Gräf zu den Mitbegründern der Internationalen Arbeiterhilfe (IAH) und wurde Mitglied ihrer Exekutive. Er war auch an der Gründung der Roten Hilfe Deutschlands beteiligt. Von 1927 bis 1933 war er Mitarbeiter der Organisationsabteilung des ZK der KPD. Von 1928 bis 1933 gehörte Gräf als Abgeordneter dem Reichstag an (Wahlkreis Dresden-Bautzen).

In dieser Rede vom 23. Februar 1932 im Reichstag gab Gräf die typische Position seiner Partei zur Frage der Kriegsschuld und zum Verhältnis zu den Sozialdemokraten ab: 
„Im Auftrage der kommunistischen Fraktion habe ich folgendes zu erklären. Die Kriegsopfer in Deutschland sind Opfer des Kapitalismus. Die Sozialdemokraten ebenso wie die Nationalsozialisten sind die Stützen des kapitalistischen Systems. Sie sind für diese Opfer verantwortlich. Die deutschen Kriegsopfer werden den Massenkampf gegen neue Kriege, gegen neue unerhörte Kriegsopfer mit dem Proletariat gemeinsam führen. Die deutschen Kriegsopfer identifizieren sich nicht mit denen, die bei jeder Gelegenheit nicht laut genug neue Kriege und die Verteidigung der Ursachen der Kriege des kapitalistischen Systems betonen können.“
Nach der „Machtergreifung“ der Nationalsozialisten wurde Gräf am 13. März 1933 in Dresden verhaftet. Zwischen März und November 1933 befand er sich in Polizeihaft in Dresden, anschließend wurde er bis zum 24. Juni 1935 als sogenannter „Schutzhäfling“ im KZ Sachsenburg, ab Mai 1934 im KZ Colditz festgehalten. In Colditz leitete er die illegale KPD-Gruppe, die Lagerbibliothek und die Buchbinderei. Gräf wurde im KZ Colditz von der SS besonders schikaniert. Der beinamputierte Gräf durfte weder seinen Stock benutzen, noch wurde er von Appellen oder Marschübungen freigestellt.
Nach seiner Entlassung gelang es ihm, zunächst nach Prag zu emigrieren. Unter dem Decknamen „Engler“ besuchte er 1935 die Kommunistische Universität der nationalen Minderheiten des Westens (KUNMS) in Moskau. Im April 1937 wurde er im Deutschen Reich ausgebürgert. Am 10. Juli 1938 gehörte er zu den Mitunterzeichner des Prager Volksfrontaufrufes. Im Dezember 1938 emigrierte er über Frankreich nach Großbritannien, wo er die Exilorganisation der Roten Hilfe leitete und 1939 Politischer Leiter der KPD-Emigranten in Schottland war. Von Juli 1940 bis Oktober 1941 war er auf der Isle of Man interniert. Anschließend trat er in Großbritannien dem Freien Deutschen Kulturbund bei und war 1943 Gründungsmitglied der Deutschen Freien Bewegung. Von 1942 bis 1945 arbeitete er als Werkzeugmacher in Glasgow. 1945 leitete er das Scottish Refugee Centre (Schottisches Emigrantenzentrum) in Glasgow.
Im August 1946 kehrte Gräf nach Deutschland in die Sowjetische Besatzungszone zurück, wo er für die Sozialistische Einheitspartei Deutschlands (SED) sowie in der Verwaltung des Gesundheitswesens tätig wurde. Von 1946 bis 1948 war er Referent, dann Leiter der Abteilung Gesundheitswesen des Zentralsekretariats des SED-Parteivorstandes. Von 1949 bis 1951 war er Vorsitzender des Zentralvorstandes der Gewerkschaft Gesundheitswesen im Freien Deutschen Gewerkschaftsbund (FDGB). Von 1950 bis 1954 war er zudem Mitglied des Bundesvorstandes des FDGB.
Von November 1951 bis 1953 war er Landrat, ab 1952 Vorsitzender des Rates des Kreises Gotha. Im Mai 1953 wurde er aus gesundheitlichen Gründen von allen Funktionen entbunden. Von 1955 bis zu seinem Tode war er jedoch Mitglied der SED-Kreisleitung Gotha.

## Auszeichnungen
- Vaterländischer Verdienstorden in Silber (1957)
- Namensgebung einer Jugendherberge in Tambach-Dietharz